# 雷楚年
雷楚年（1992年9月—），四川彭州人，於2008年汶川大地震中拯救了7名同学，及四处搜索班上所有教师和同学而被稱誉为“汶川抗震小英雄”，被评價为全国“抗震救灾英雄少年”，入选“感动中国”人物。2014年6月，雷楚年因为涉嫌诈骗，被逮捕，于同年10月遭到起诉。2015年9月8日被判处有期徒刑12年，并处罚金人民币4万元。

## 生平
1992年9月出生于四川省彭州市。2008年，四川发生汶川大地震。在震中，雷楚年救出了7名同学，并四处找到班上所有老师和同学，被评为全国“抗震救灾英雄少年”并入选2008年度“感动中国”人物，他也成为2008年北京奥运会火炬手。
雷楚年也参加了众多社会活动。2008年5月28日，雷楚年被中央电视台邀请参加“六一”晚会；5月31日，他参加儿童节晚会并参观天安门。由于他的优异表现，他也被免试招进重点中学读书。
雷楚年在进入重点高中后，觉得学习没什么意思，就经常泡酒吧、打牌赌博，他平时花销很大，一个月的开销高达上万元人民币。但雷楚年家庭条件一般，父母都是工薪阶层，根本无法为他提供足够的金钱支持，于是他就想通过这种方式挣钱。
2012年12月，郝某经人介绍，成了雷楚年的女友。雷还喜欢说大话、谎话，由于雷楚年名声在外，也就有人托他办事，像读成都市重点中学、上户口等。他还喜欢旅游，自己表示“去过三次三亚，还去了北京、厦门、桂林、丽江等很多地方。”雷楚年每次出去旅游，都要住四星级、五星级酒店，租豪华车开。而且，他还经常在买了经济舱的机票后，偷偷换成头等舱，还告诉雷的女友郝某，是因为抗震救灾英雄的荣誉免费升级为头等舱的。

## 涉嫌诈骗被逮捕
2013年10月，雷楚年潜逃至深圳。雷于2014年6月到派出所报案称其钱包被盗，该所发现雷楚年系被上网追逃人员，将其抓获。
2014年6月24日，雷楚年因为涉嫌诈骗，被成都市公安局高新区分局刑事拘留。同年7月底，成都高新区检察院批准逮捕雷楚年，并于10月以诈骗罪、伪造国家机关印章、伪造公司印章罪起诉。
2014年11月3日，成都高新区法院开庭审理雷楚年诈骗案。检方查明，雷在2013年初与郝某谈恋爱期间，向郝某称可以帮助其进入航空公司上班，进而虚构需要打点关系等理由，从郝某处获取10万元（人民币，下同）；2013年4月、5月，雷在成都市青羊区等地向朱某某等称，可以帮助其孩子进入重点中学读书，获取朱某某共10.5万元，之后雷楚年伪造成都市教育局公章，制作了虚假的“通知”和“成都市初中报名接收条”，交给朱某某；2013年5月、6月，雷向胡某某、巫某某称自己可以将四川省彭州市一块工地的土石方工程交给二人经营，获取胡某某工程保证金2万元，巫某某工程保证金3万元；2013年7月、8月，雷向唐某某称可以帮助其小孩进入成都市重点学校读书，虚构需要打点关系等理由，从唐某某处获取7万元。此后雷伪造成都市教育局印章，制作虚假的“初中报名接收条”，让朱某某转交唐某某；2013年8月、9月，雷在彭州市向巫某某称自己可以为需要驾照的人购买驾照，并收取宋某某等16名被害人购买驾照款累计13.8万元。雷楚年的诈骗总金额高达46万元人民币。检方称，雷楚年以非法占有为目的，虚构事实，诈骗多名被害人财产，数额巨大，已经构成诈骗罪，并且具有特别严重情节，预计会被判刑10年及以上。2015年9月8日，成都市高新区人民法院一审宣判，雷楚年因犯诈骗罪、伪造国家机关印章罪，被判处有期徒刑12年，并处罚金人民币4万元。